# La Matanza de Acentejo
La Matanza de Acentejo è un comune spagnolo di 7 053 abitanti situato nella comunità autonoma delle Canarie. Si trova a nord dell'isola di Tenerife.
Il comune ha il titolo di "Historic Village" per aver dato i natali al tenente generale Antonio Benavides, nato nel dicembre del 1678, che era a capo di importanti missioni militari sul suolo americano. Attualmente è in costruzione una replica esatta del Santo Sepolcro a Gerusalemme, all'interno della quale è posta una copia della Sindone di Torino, che dovrebbe diventare un luogo di pellegrinaggio.